# Pálóczi Horváth István
Pálóczi Horváth István (Iske, 1857. december 30. – 1935. május 31.) földbirtokos.

## Élete
1857. december 30-án született az Ung megyei Iskén, az előnevet adó Pálócz mellett. Édesapja Pálóczi Horváth Gábor, Ung megye alispánja volt. Az ifjú István tanulmányait az iskei református paplakban kezdte. 1866-ban, kilencéves korában került el a szülői háztól. Sárospatakra ment, az ottani gimnáziumban tanult öt éven át. Sárospatakon Ruszkay Gyula tudós tiszteletes irányítása mellett folytatta tanulmányait, akivel az egész család nagy barátságban volt, mivel a család négy tagjának tanulmányait irányította. 1871–74 között a kassai reáliskolában tanult. 
1874 őszén Pestre költözött, hogy tanulmányait a Műszaki Egyetemen folytassa. Az itt töltött két esztendő kiszélesítette látókörét, és megalapozta lélekben az ősöktől örökölt építési kedvet és gyakorlatiasságot. 1876-ban, tanulmányai befejezése után elkezdte tüzérönkéntesi éveinek letöltését. 1878-ban tüzérhadnagyként vesz részt a boszniai háborúban, ahonnan hadnagyként tért vissza. Az örkényi tüzérségi lőterén tartott gyakorlatokon való részvétele idején ismerkedett meg Katona Ilonával, a földbirtokosasszony első házasságából született leányával. Az ismeretséget eljegyzés, majd 1885. november 25-én házasság követte. A katonáskodás nem maradt hivatása. Először áthelyeztette magát az örkényi kaszárnyában állomásozó huszárokhoz, majd rövid idő után huszárszázadosként tartalékos állományba vonult. 
A leszerelés után Örkényen maradt, hogy anyósának segítséget nyújtson a külterjes gazdálkodás belterjes gazdálkodássá való átalakításában. Fejlesztették az istállózó állattenyésztést, megteremtették a dohánytermesztés alapjait, együtt tervezték a kastély – ma szabadidőközpont – építését, de Váradyné hirtelen halála miatt az építkezés kezdete eltolódott. Az Ilona major kiépítését a Csurgay major, korábban Vendeli major továbbépítését is folytatták. A vasút megépülése (1889) után – melyhez területet engedtek át a vasúton túli területekből – nagy területeket adtak el szőlőtelepítésre, és maguk is hozzákezdtek, illetve folytatták a szőlőtelepítést. 
Pálóczi Horváth István kiutazott külföldre, tapasztalatszerzés céljából. Ekkor vásárolta meg a mészhomoktégla és födémcserép gyártásának a jogát, valamint a gyártáshoz szükséges gépeket. Azok megérkezése után az Ilona majorban felépítették a téglagyárat, mellette a gőzmalmot és szeszgyárat, amivel sok örkényinek biztosítottak megélhetést.
A Csurgay major fejlesztésével növekedett az ott lakók száma. 1898-ban iskolát és tanítói lakot építettek és gondoskodtak a tanító – Sztodola Imre – bérezéséről is. Ugyanezen évben óvoda céljára területet bocsátottak az örkényi gyerekek rendelkezésére a faluban. Megépítették a Csurgay majort, az Ilona majort és a vasútállomást összekötő keskeny nyomtávú vasutat. Közös döntés volt 1902-ben a Zsirospuszta – ma Várady-telep – felparcellázása és benépesítése, kedvezményes áron adott földdel. 
1904-ben a Tinójárás – később Pálóczi Horváth telep (ma Táborfalva része) – területét parcellázták fel, és ide Amerikába készülő szegény földművelőket telepítettek le. A házhelyeket és a megvásárolt földterületeket 50 éves részletfizetésére adták a gazdák tulajdonába. Mindkét helyen az építkezőknek kedvezményes áron biztosítottak az építkezéshez téglát és tetőfedő cserepet. A község területén is parcelláztak, és ezzel új utcákat alakítottak ki. Horváth utca – ma Bajcsy Zsilinszky u. –, Árpád u., Petőfi u. A parcellázások mellett úgynevezett cselédházakat építettek, hogy az uradalom dolgozóinak lakást is tudjanak biztosítani. A parcellázásokkal és a munkamegszüntetéssel érték el, hogy a 2000 lakosú községből 7000 lakosú község lett. 
1913-ban megözvegyült. Az első világháború kirobbanása megakadályozta tervei megvalósításában. A gyász és a roppant elfoglaltság mellett mindent megtett, hogy azon a területen, amit a feleségével együtt az iskola telkének adtak, felépüljön egy minden igényt kielégítő korszerű iskola. Az építkezés 1913. október 15-én vette kezdetét és 1914. szeptember 1-én már át is adták rendeltetésének. 1918-ra a volt községháza épülete életveszélyessé vált. Ekkor felajánlotta az uradalmi nagyvendéglő épületét – ma Polgármesteri hivatal – községháza és jegyzői lak céljára.
A háború alatt a gazdaságot sok veszteség érte. Azonban a birtok elég erős volt, hogy elkezdjék a református templom építését, ezzel feltegye a koronát eddigi munkásságára, és megvalósítsa szeretett feleségének tett fogadalmát. 1922-ben a volt kaszárnya épületcsoportját, feleségével, annak életében történt megbeszélés értelmében, felajánlotta a Vitézi Rendnek egy gazdaképző iskola létesítésére, hogy ott a vitézek és kisgazdák gyermekei szakoktatásban részesüljenek.
Megépült a református templom 1926-ban. Ugyanezen évben adta át a Vitézi Rendnek a Gazdaképző Iskolát 20 hold szántófölddel Tevékenységének utolsó gyümölcse az Örkényi Népház volt, ahol helyet kapott a gazdakör, a kaszinó és a faluszövetség, aminek alapító tagja volt. 
Pálóczi Horváth Istvánt nagyon igénybe vette a közért végzett tevékenység, ahogy ő fogalmazta meg: a szolgálat. Tevékenyen részt vett az iskola életében, mint az iskolagondnokság elnöke. A Parlamentben többször felszólalt a gazdaképzés  érdekében. Ennek példájaként hozta létre a Vitézi Rend Gazdaképző iskoláját. 
A református egyház életében, mint a református egyház főgondnoka, egyházkerületi tanácsbíró tevékenykedett. Örkény község díszpolgára és a képviselőtestület tagja. A megyegyűlés tagja és gazdasági főtanácsosa. A közért való szolgálat érdekében a 2000 holdas uradalom és a hozzá kapcsolódó gazdaság irányítását átengedte két vejének: Hoffer Lászlónak és Hegyeshalmi Fischer Elemérnek. A község lakossága 1933-ban már tizenkettedszer választotta meg képviselőnek. 76 évesen újból vállalta a község életében való közreműködést. 
1935. május 31-én, 78 éves korában hunyt el. A szertartás után a református templom kriptájába helyzeték. (A háború végén a kriptát feltörték, így az 1960-as években a községi temetőben elkészített kriptába vitték át a földi maradványokat.)